# San Chuan de Plan
San Chuan de Plan (San Juan de Plan, oficialment San Juan de Plan/San Chuan de Plan) és un municipi aragonès situat a la província d'Osca i enquadrat a la comarca del Sobrarb.